# Sicyonia typica
Sicyonia typica is een tienpotigensoort uit de familie van de Sicyoniidae. De wetenschappelijke naam van de soort is voor het eerst geldig gepubliceerd in 1864 door Boeck.